# Cállate Mark (canción)
Cállate Mark es una canción perteneciente al grupo de rock argentino Sumo. Forma parte del álbum póstumo de 1989, titulado Fiebre. Fue escrita por Luca Prodan.
La letra está dedicada a Mark David Chapman; famoso por haber  asesinado de cinco balazos al músico inglés John Lennon, exintegrante del grupo británico de rock The Beatles, el 8 de diciembre de 1980.
Esta canción inspiró el nombre de un grupo de rock homónimo, integrado por Florian, hijo del reconocido músico Vicentico.